# Aepyprymnus rufescens
Aepyprymnus rufescens é uma espécie de marsupial da família Potoroidae. É a única espécie descrita para o gênero Aepyprymnus. Endêmico da Austrália.